# 韩光 (1927年)
韩光（1927年9月—2022年12月25日），山东平邑人，中国人民解放军正军职离休干部、原总后勤部卫生部部长。

## 生平
韩光1940年5月入伍，1945年1月加入中国共产党。历任勤务员、通讯员、卫生员、医生助理、卫生队医生、卫生所所长、卫生科副科长，第二军医大学教研室主任、系主任、训练部部长、副校长，总后勤部卫生部副部长等职。
2022年12月25日，韩光因病于上海逝世，享年95岁。讣告刊登在2023年2月8日的《解放军报》。